# Kristian Hovde
Alf Kristian Hovde (ur. 6 grudnia 1903 w Vikersund, zm. 19 sierpnia 1969 tamże) – norweski biegacz narciarski, srebrny medalista mistrzostw świata, brat skoczka narciarskiego Arne Hovde.

## Kariera
Igrzyska olimpijskie w Lake Placid w 1932 roku były pierwszymi i zarazem ostatnimi w jego karierze. W swoim jedynym starcie na tych igrzyskach, w biegu na 18 km techniką klasyczną zajął 13. miejsce, tracąc do zwycięzcy, Svena Utterströma ze Szwecji ponad 9 minut.
W 1930 roku wystartował na mistrzostwach świata w Oslo zajmując czwarte miejsce w biegu na 17 km techniką klasyczną. Walkę o brązowy medal przegrał z Tauno Lappalainenem z Finlandii o 38 sekund. Swój największy sukces osiągnął podczas mistrzostw świata w Oberhofie w 1931 roku. Wywalczył tam srebrny medal w biegu na 18 km stylem klasycznym, ulegając jedynie swemu rodakowi Johanowi Grøttumsbråtenowi. Na tych samych mistrzostwach był piąty w biegu na dystansie 50 km.
Hovde był mistrzem Norwegii w biegu na 30 km w 1931 roku, a w 1928 roku był drugi na dystansie 50 km podczas Holmenkollen ski festival. Brał także udział w przebudowie Vikersundbakken.

## Osiągnięcia

### Igrzyska olimpijskie
| Miejsce | Dzień     | Rok  | Miejscowość | Konkurencja             | Wynik   | Strata | Zwycięzca       |
| ------- | --------- | ---- | ----------- | ----------------------- | ------- | ------ | --------------- |
| 13.     | 10 lutego | 1932 | Lake Placid | 18 km stylem klasycznym | 1:23:07 | +9:41  | Sven Utterström |

### Mistrzostwa świata
| Miejsce | Dzień     | Rok  | Miejscowość | Konkurencja             | Czas biegu | Strata | Zwycięzca            |
| ------- | --------- | ---- | ----------- | ----------------------- | ---------- | ------ | -------------------- |
| 4.      | 28 lutego | 1930 | Oslo        | 17 km stylem klasycznym | 1:19:58    | +1:10  | Arne Rustadstuen     |
| 16.     | 1 marca   | 1930 | Oslo        | 50 km stylem klasycznym | 3:53:14    | +9:03  | Sven Utterström      |
| 2.      | 13 lutego | 1931 | Oberhof     | 18 km stylem klasycznym | 1:23:43    | +0:26  | Johan Grøttumsbråten |
| 5.      | 15 lutego | 1931 | Oberhof     | 50 km stylem klasycznym | 3:52:00    | +7:10  | Ole Stenen           |